# Netrium rhomboides
Netrium rhomboides là một loài Song tinh tảo trong họ Mesotaeniaceae, thuộc chi Netrium.